# Bengt Hallgren (Bischof)
Bengt Gustaf Hallgren (* 1. April 1925 in Kalmar; † 15. Februar 2021) war ein schwedischer lutherischer Geistlicher und Bischof.
Hallgren studierte ab 1944 an den Universitäten Göteborg und Lund Theologie. Er legte 1950 das Kandidatenexamen ab und wurde 1952 ordiniert. Ab 1956 arbeitete er als stiftsadjunkt im Bistum Växjö, ab 1963 als Sekretär bei der Kirchenleitung der Schwedischen Kirche in Uppsala. 1964 wurde er zum Dr. theol. promoviert. 1969 kehrte er nach Växjö zurück, wo er zuerst als Dozent an der Pädagogischen Hochschule und ab 1974 als Dompropst arbeitete. Als Bertil Werkström 1983 zum Erzbischof der Schwedischen Kirche berufen wurde, folgte Hallgren ihm im Amt des Bischofs im Bistum Härnösand. 1991 ging er in den Ruhestand. 

## Schriften (Auswahl)
- Kyrkotuktsfrågan. En systematisk studie av kyrkotukten i svensk frikyrklighet och hos Martin Luther. Diakonistyrelse, Stockholm 1963.
- Närhet, värme, gemenskap. Herdabrev till Härnösands stift. Gothia, Göteborg 1984.
- Mötesplatser och rastplatser. Ämbetsberättelse till 1988 års prästmöte i Härnösand. Härnösand 1988.